# Will Connors
Pour les articles homonymes, voir Connors.
Pas d'image ? Cliquez ici

a Compétitions nationales et continentales officielles uniquement.

b Matchs officiels uniquement.
Dernière mise à jour le 8 février 2021.
Will Connors, né le 4 avril 1996 à Donadea (en), est un joueur international irlandais de rugby à XV jouant au poste de troisième ligne aile au Leinster.

## Biographie

### Jeunesse et formation
Originaire du comté de Kildare dans le Leinster, Will Connors a fréquenté le Clongowes Wood College, où il commence à jouer avec les équipes de jeunes de sa province.
Après le lycée, Connors effectue entre 2015 et 2020 un Bachelor of science en informatique et science des données à l'University College de Dublin,,,.

### Carrière en club
Ayant déjà joué avec la réserve du Leinster Rugby en British and Irish Cup début 2016, Connors intègre définitivement l'académie de la franchise dublinoise à l'été 2016.
Il fait ses débuts en Pro14 lors de la saison 2017-2018 et s'impose au fil des saisons comme un titulaire régulier au sein d'un Leinster qui fait alors partie des meilleurs clubs d'Europe, dominant notamment le Pro 14 en cette fin des années 2010,,,.
Les performances de Connors lui valent notamment de figurer dans la Dream Team du Pro14 2019-2020.
Durant la saison 2024-2025, son équipe remporte la finale du United Rugby Championship en battant les Sud-Africains des Bulls sur le score de 32 à 7. Il s'agit du premier titre gagné par le Leinster depuis 2021, après de nombreuses finales perdues.

### Carrière en sélection
International avec les moins de 20 ans en 2016, Connors fait partie du programme de rugby à sept irlandais lors de la saison 2017-2018. Il participe ainsi au Tournoi de qualification de Hong Kong 2018 avec l'équipe d'Irlande.
Connors est convoqué une première fois en équipe d'Irlande de rugby à XV en janvier 2020 en préparation du Tournoi des Six Nations 2020, au vu de ses performances remarquées avec le Leinster.
Convoqué à nouveau lors de la reprise du tournoi post-pandémie et la Coupe d'automne des nations qui suit, Connors fait ses débuts avec le XV du trèfle le 24 octobre 2020 lors du match de tournoi contre l'Italie, où il marque un essai et réussit un record de 20 plaquages, sa performance lui valant d'être nommé homme du match,.

## Palmarès
- Leinster Rugby
  - Vainqueur du Pro14/United Rugby Championship en 2018, 2019, 2020, 2021 et 2025.
  - Finaliste de la Champions Cup en 2024.